# Effeltermühle
Effeltermühle ist ein Gemeindeteil der Gemeinde Wilhelmsthal im oberfränkischen Landkreis Kronach in Bayern.

## Geographie
Die Einöde liegt nordwestlich von Effelter an der Dober. Eine steile, etwa ein Kilometer lange Anliegerstraße führt nach Effelter zur Staatsstraße 2200.

## Geschichte
In einer Urkunde im Urbar über Zins und Gült in Stadt und Amt Kronach wurde 1507 die Effelter-Dober-Mühle als Schneidmühle mit oberschlächtigem Mühlrad mit Hanns Mulner als Müllermeister erwähnt.
1746 hatte die Mühle zwei Mühlgänge und einen Schlaggang. Das Hochgericht übte das bambergische Centamt Kronach aus. Die Grundherrschaft hatte das Kastenamt Kronach inne.:S. 468
Mit dem Gemeindeedikt wurde Effeltermühle dem 1808 gebildeten Steuerdistrikt Birnbaum und der 1818 gebildeten Ruralgemeinde Effelter zugewiesen. 1830 wurde ein zweigeschossiger Mansardwalmdachbau mit Sandsteinsockel und Schieferdach errichtet, in dem die Mahlmühle untergebracht war. Im Jahr 1857 bestand das Anwesen gemäß Haus-Steuer-Kataster aus einem Wohnhaus mit zwei Kellern, einer Mahlmühle mit zwei Gängen, einer Schneidmühle mit einem Schneidmühlhäuschen, einem Schweinestall, einem Backofen, einer Stallung, einer Scheune, einem Holzlege und einem Hofraum.
Am 1. Mai 1978 wurde Effeltermühle im Zuge der Gebietsreform in Bayern in die Gemeinde Wilhelmsthal eingegliedert.:S. 579 Der Betrieb der Getreidemühle wurde etwa um 1955 eingestellt. 1979 folgte die Schneidmühle.
Um das Jahr 1980 gab es vom damaligen Kronacher Landrat Heinz Köhler (SPD) angestoßene Pläne, die Mühle zur Heimvolkshochschule der SPD-nahen Friedrich-Ebert-Stiftung umzubauen. Die CSU-nahe Hanns-Seidel-Stiftung baute zur gleichen Zeit die ehemalige Benediktinerabtei Kloster Banz zu einer Tagungsstätte um, weshalb das auf rund zehn Millionen DM geschätzte Projekt der SPD aus Gründen der Gleichbehandlung finanziell zu großen Teilen vom Freistaat Bayern hätte gefördert werden müssen. Die Pläne scheiterten jedoch am Rückzug der Friedrich-Ebert-Stiftung, da die von Bundeskanzler Helmut Schmidt geführte sozial-liberale Koalition 1982 zerbrach und die Partei Bündnis 90/Die Grünen beim Bundesverfassungsgericht Klage gegen die Finanzierung der großen parteinahen Stiftungen eingereicht hatte.
Stattdessen erwarb das evangelische Dekanat Kronach im Sommer 1984 das fast fünf Hektar große Grundstück und baute die Gebäude bis 1988 zum Dekanatsjugendheim mit 30 Übernachtungsplätzen um. Dort gibt es auch einen Jugendzeltlagerplatz, dessen Geräte in den Nebengebäuden der Mühle untergebracht sind. Mit der Einrichtung des Jugendheims versetzte der Förderverein Effelter-Mühle den Mühlteich und die Schneidmühle wieder in funktionstüchtigen Zustand und installierte ein neues hölzernes Wasserrad, das 2005 erneuert wurde. Im Jahr 2007 wurde die 500-jährige Erstnennung der Mühle gefeiert.
Im Jahr 2020 war das hölzerne Wasserrad der Mühle wiederum marode und musste erneuert werden. An seiner Stelle wurde im Frühjahr 2021 ein Mühlrad aus Stahl installiert, dessen Finanzierung durch öffentliche und private Spendengelder erfolgte. Der Generator, der vom Wasserrad angetrieben wird, und das dazwischen liegende Getriebe wurden ebenfalls erneuert. Im März 2023 musste die Nutzung des Jugendübernachtungshauses wegen erheblicher Brandschutzmängel eingestellt werden.

### Baudenkmäler
- Effeltermühle
- Zwei Floßbache

### Einwohnerentwicklung
| Jahr      | 001818  | 001861 | 001871 | 001885 | 001900 | 001925 | 001950 | 001961 | 001970 | 001987 |
| Einwohner | *       | 19     | 9      | 8      | 9      | 5      | 5      | 7      | 4      | 0      |
| Häuser    | *       |        |        | 1      | 1      | 1      | 1      | 1      |        | 1      |
| Quelle    | :S. 579 | [ 9 ]  | [ 10 ] | [ 11 ] | [ 12 ] | [ 13 ] | [ 14 ] | [ 15 ] | [ 16 ] | [ 17 ] |

## Religion
Der Ort ist römisch-katholisch geprägt und nach St. Ägidius in Lahm gepfarrt.:S. 468